# 福知山層
福知山層（ふくちやまそう）は、京都府福知山市の土師川西方に位置する羽合の丘陵を形成する地層であり、その東方の長田野の礫層が優勢な堆積物や盆地周辺部の地層も含まれる。
福知山層は近畿地方の山間盆地埋積層を特徴づける学術上高い価値を持つ地層である。しかし、宅地開発が進む中でこの地層の存在は危うくなっており、京都府レッドデータブック2015には要注意として登録されている。

## 特徴
福知山層は礫・砂・泥の堆積物で、河湖成層の分類である。地質時代区分は新生代第四紀更新世である。厚さ約30mで、泥層に3層の火山灰薄層を挟み、アオカズラ層がある。

### アオカズラ層
アオカズラ層は、京都府福知山市羽合地域の陸上植物の化石により、冷～暖～冷～暖の気候変化が起こったことを示す層の事である。
地質時代区分は新生代第四紀更新世であり、近畿地方の第四紀更新世中後期で最も温暖な気候を示す。アデク層・アカガシ層に対比され、学術的に貴重である。